# Henri Meyer (homme politique)
Pour les articles homonymes, voir Meyer et Henri Meyer.
Henri Meyer est un homme politique français né le 1er septembre 1841 à Lyon (Rhône) et décédé le 25 avril 1915 à Lyon dans le 2e arrondissement.

## Biographie
Magistrat, il termine sa carrière comme vice-président du tribunal de la Seine. Maire de La Côte-Saint-André, conseiller général, il est député de l'Isère de 1898 à 1902, inscrit au groupe des Républicains progressistes.
En 1892, Henry Meyer devient propriétaire du château de la Rochetière, situé à Marcilloles (Isère). Il y réside avec son épouse, née Mogniat.

## Décoration
Chevalier de la Légion d'honneur